# Casper-Regel
Die Casper-Regel (Casper’sche Regel) nach Johann Ludwig Casper (1796–1864) dient in der Rechtsmedizin der Einschätzung von Liegezeiten einer Leiche. Sie besagt, dass Fäulnisveränderungen nach einer Woche an der Luft mit Fäulnisveränderungen nach zwei Wochen im Wasser oder nach acht Wochen in einem Erdgrab vergleichbar sind.
Fäulnis ist ein sicheres Todeszeichen. Die ersten Anzeichen sind die Ablösung der Oberhaut, die oftmals mit der Bildung von Blasen, sowie dem Austritt von Flüssigkeit aus Mund und Nase einhergeht.
Verlässliche Angaben lassen sich anhand der Casper-Regel nicht treffen.